# 四不壞信
四不壞信，亦作四不壞淨，四證淨，另作法鏡、四須陀洹支、入流者成就四法、四預流支，佛教之術語，「不壞」就是不退失或不退步的意思。即對「佛、法、僧（四雙八輩之聖者僧）、戒」四種堅固的信心。是證入聖者之流（即初果須陀洹）的四個判斷條件。大乘佛教認為, 在歷緣對境時，能時時憶念「1覺悟而不迷惑、2正而不邪、3乾淨而不染、4戒而不犯戒」4種清明無晦的自性。
法鏡的四條法則：
1. 於佛不信住，則已斷已知。成就於佛不壞淨。
2. 於法不信住，則已斷已知。成就於法不壞淨。
3. 於僧不信住，則已斷已知。成就於僧不壞淨。
4. 於戒不信住，則已斷已知，成就聖戒。

## 釋名
「不壞信」另譯為「證淨、不壞淨」，「不壞」就是不退失的意思，即「十分確信；堅固的信心」，因此亦作四不壞淨。
巴利語"catudhammapariyāyaṃ"是個複合詞組，"catu"是「四」，"dhamma"是「法」，"pariyāyaṃ"就是「準則」的意思。由於佛經上，佛陀不是說「我現在要宣說『四不壞信』」，而是說「有這些法則，一個人可宣稱入流」，故經文是用"dhammapariyāyaṃ"，由於有四段，因此後世說法者會有「四不壞信」的說法。因此佛經裡不會找到"catudhammapariyāyaṃ"這個詞。
說一切有部根據波奢尊者的學說，稱此為四不壞淨

## 外部連結
- 四預流支-僧伽林
- 法次法向（法隨法行）詮釋的再斟酌-溫金柯（页面存档备份，存于）